# Ara militaris mexicanus
La guacamaya verde mexicana (Ara militaris mexicanus), también llamada comúnmente guacamayo verde, papagayo verde, papagayo militar, guacamayo militar, o guacamaya militar, es una de las subespecies en que se divide la especie Ara militaris, un ave grande y colorida, perteneciente a la familia de los loros. Esta subespecie habita en selvas, bosques húmedos, y semiáridos de México, en el sur de América del norte

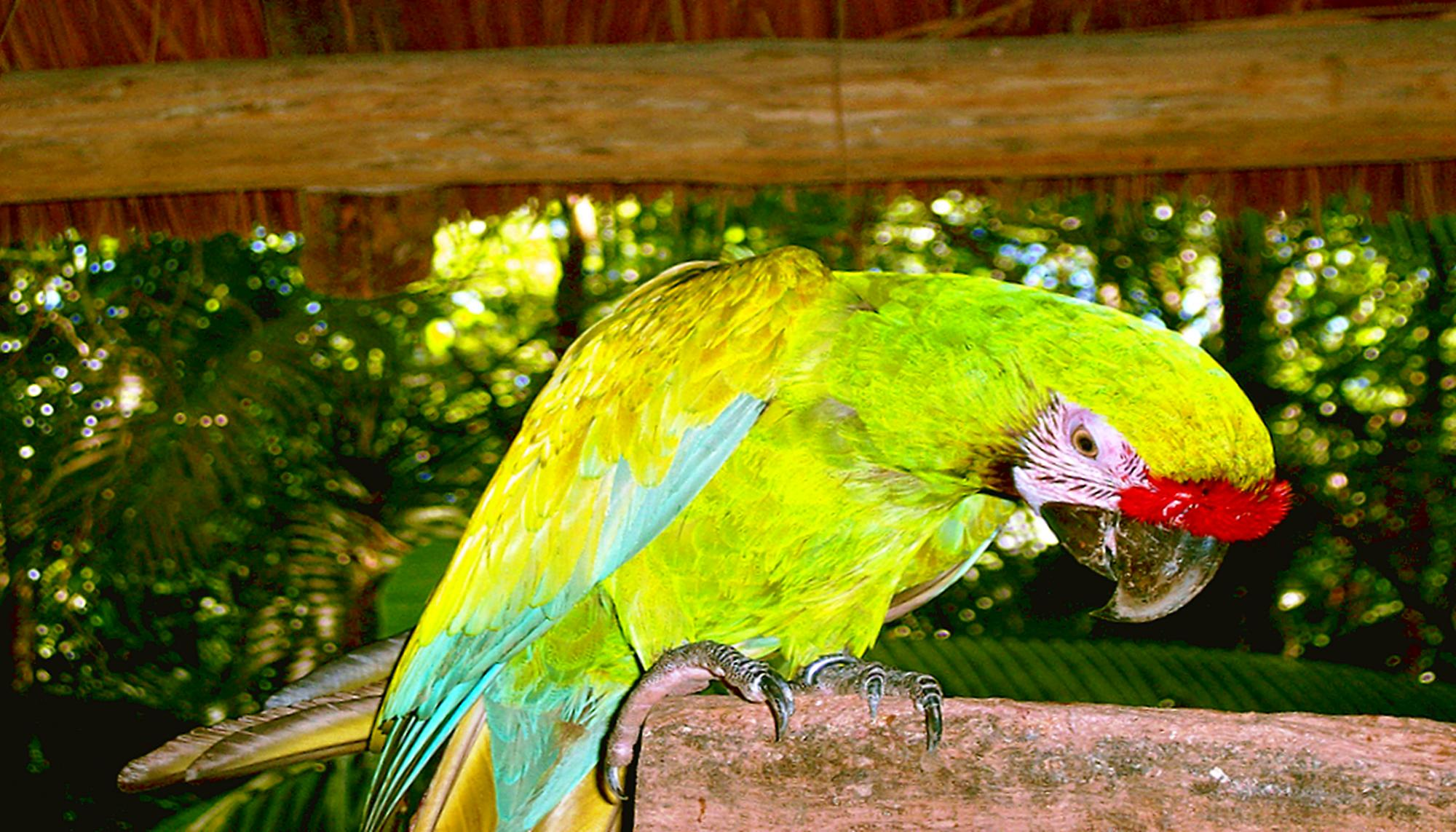
Ara militaris mexicanus.

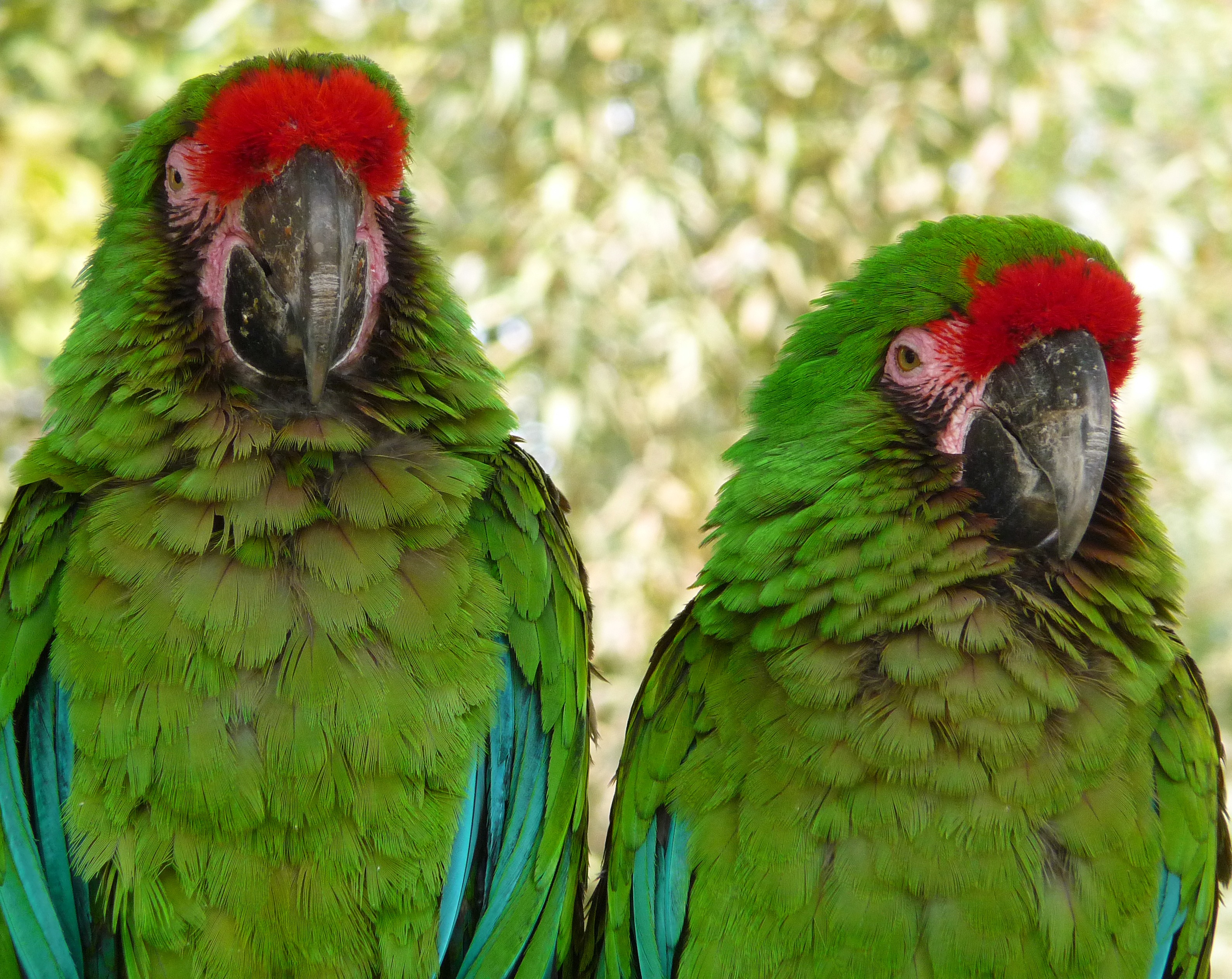
Ara militaris mexicanus en el Zoológico Los Coyotes, México.

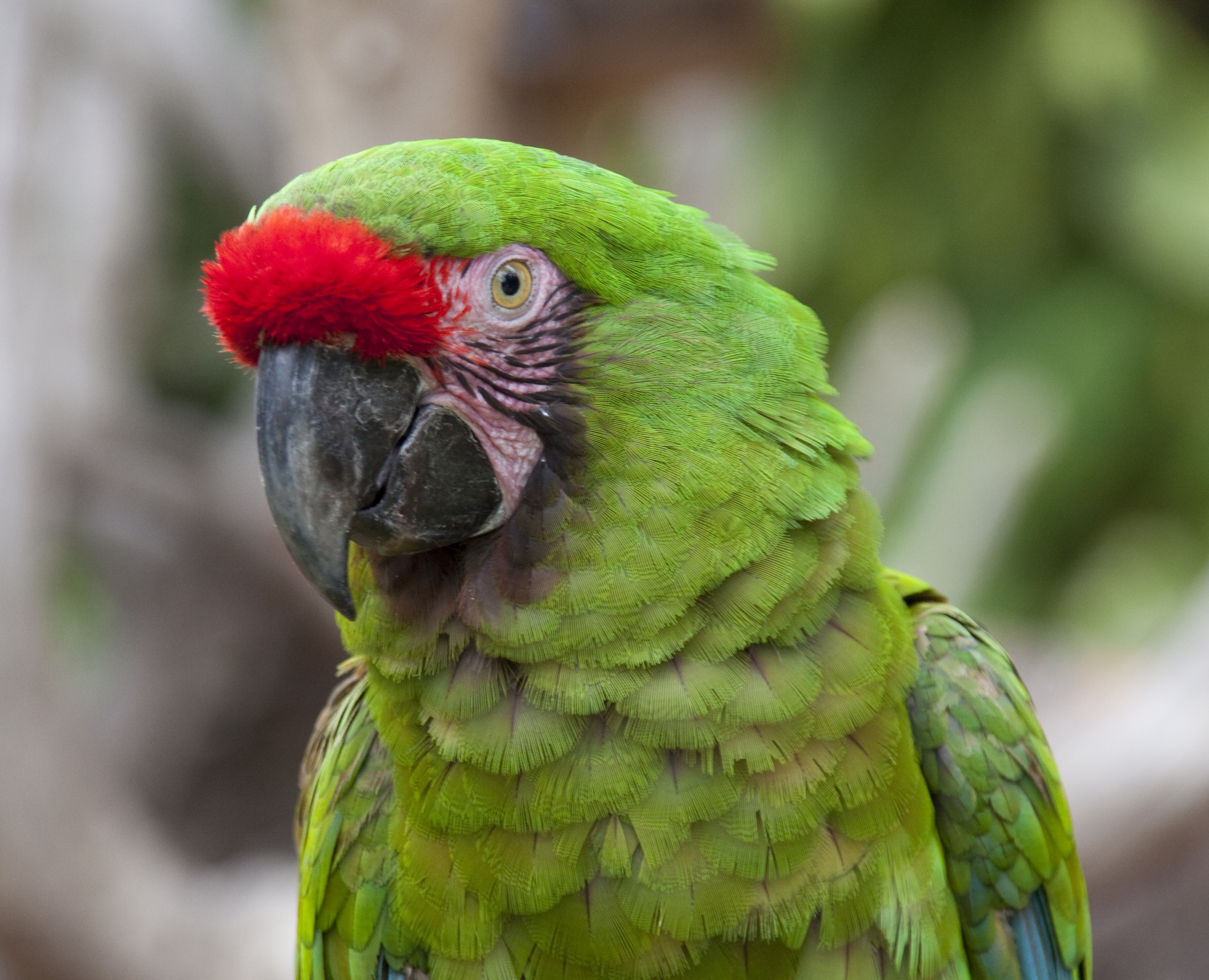
Ara militaris mexicanus en Yucatán, México.

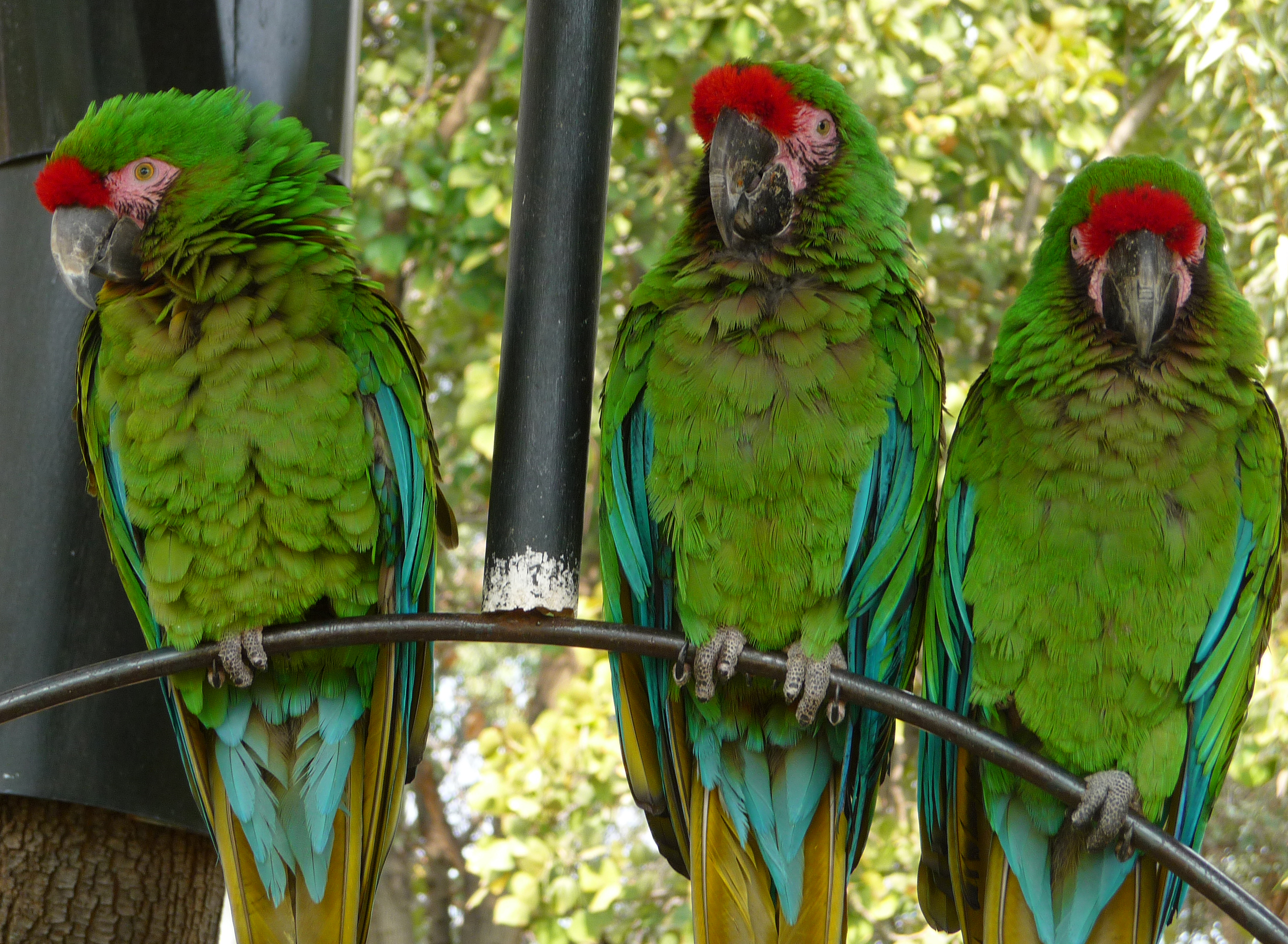
Ara militaris mexicanus en el Zoológico Los Coyotes, México.

## Diferencias entre las subespecies
Es un ave grande, verde, con mancha en la frente roja brillante, y plumas remeras azules. En la cara presente un color rosado con finas líneas de plumas negras. Estas son las diferencias entre las subespecies:
- Ara militaris militaris: Los adultos de ambos sexos presentan el dorso y las cubiertas de las alas de color verde lavado de oliva; la parte dorsal del cuello es azul con tono rojizo, la frente y las líneas finas en lores rojas, garganta oliva amarronada, lo superior de la cola color marrón rojizo oscuro, con las plumas con la punta azul oscuro. Pico gris a negro. La cara es blanca rosácea que se vuelve más rosa oscura cuando el ejemplar está excitado. Las líneas finas de plumas en la cara son verde a negro. Los ojos son de color amarillo. Posee menor tamaño que A. m. mexicana. y en las alas las plumas cobertoras medianas y secundarias poseen punta verde.
- Ara militaris mexicanus: similar a A. m. militaris pero posee mayor tamaño.
- Ara militaris bolivianus similar a A. m. militaris pero la garganta muestra una tonalidad marrón-rojiza, las plumas cobertoras de los oídos muestran sus bases rojas; la punta de la cola y las bandas externas de las plumas remeras primarias son de un azul más oscuro.

## Distribución y hábitat
Esta subespecie es un endemismo de México. Se extiende, en la vertiente del Pacífico, desde Chihuahua, y el centro de Sonora, hasta Guerrero; en la vertiente atlántica lo hace desde el este de Nuevo León y Tamaulipas hasta San Luis Potosí; finalmente, en el interior se encuentra en Durango, Morelos, Puebla, y Oaxaca. Ha desaparecido, o se ha tornado muy raro, en muchas de las regiones donde antes habitaba; en la vertiente del Pacífico esto ha ocurrido en Chiapas, Oaxaca, y las regiones costeras de Guerrero y Michoacán. Por el lado del Atlántico, ya no habita en gran parte de Veracruz e Hidalgo.
Habita en las zonas semiáridas, bosques húmedos de robles y pinos de tierras bajas, y bosques ribereños, moviéndose estacionalmente hacia densos bosques espinosos.
En zonas caducifolias y subcaducifolias.
En Centroamérica se extiende su hábitat hasta Costa Rica y Oriente de Panamá (Chiriquí), pasando por los bosques de Guatemala, El Salvador, Honduras y Nicaragua.

## Costumbres
Viven normalmente en parejas o conjuntos familiares de 3 a 4 ejemplares o bandadas de hasta 10, aunque pueden llegar a formar grupos mayores en los dormideros. 
Forman pareja de por vida. En México reproduce en junio. Aprovechan las cavidades hechas por los pájaros carpinteros (familia Picidae) u otros huecos formados naturalmente en árboles de madera suave, para allí establecer sus nidos. La hembra pone 2 o 3 huevos elípticos blancos, que empolla por 26 días. Ambos padres crían a los polluelos durante 105 días. Al año de edad las crías se separan de sus padres. Se reproducen a partir del nivel del mar hasta los 3100 m s. n. m., aunque mayormente lo hace entre los 500 y los 1500 m s. n. m. Prefiere emplear para situar tanto sus dormideros comunales como a sus nidos a los grandes acantilados, o en árboles de gran tamaño. 
Pueden ser observados alimentándose en árboles altos; lo hacen de semillas, frutas, nueces, flores y néctar. Debido a sus necesidades alimenticias, realizan constantes desplazamientos entre los territorios cercanos en busca de comida. Mientras lo hacen, se mantienen en constante contacto mediante potentes vocalizaciones, las que son audibles a largas distancias.

## Relación con el hombre
Es popular como ave doméstica por su comportamiento sociable y porque aprende a imitar palabras, además de por su colorido plumaje. Tiene importantes vestigios en la antigua ciudad de Paquimé sobre la crianza de guacamayos de esta subespecie.

## Conservación
La destrucción de su hábitat y su captura para el comercio han contribuido a la disminución de sus poblaciones, habiendo desaparecido de algunas áreas de su distribución original.
Dado que su población está reduciéndose se la considerarla en estado «vulnerable» en la Lista Roja de especies amenazadas de la UICN; también aparece en el Apéndice l del Convenio sobre el Comercio Internacional de Especies Amenazadas de Fauna y Flora Silvestre (CITES). De manera nacional, está protegida por diversas leyes y decretos.